# WYCIWYG
WYCIWYG ist eine von Web-Browsern der Mozilla-Familie verwendete Abkürzung eines URI-Schemas von What You Cache Is What You Get („Was du zwischenspeicherst, ist, was du bekommst“). Dies bedeutet, dass eine Verknüpfung bevorzugt vom Zwischenspeicher (Cache) statt vom Web-Server geladen wird.
Diese nach dem Schema von WYSIWYG gebildete Abkürzung hat damit jedoch keine semantische Beziehung.
In der Adressenleiste eines auf Gecko oder Mozilla basierenden Webbrowsers kann der Schemaname als wyciwyg:// während eines Java/JavaScript-Fehlers, Mid-Script-Abbruchs, bei der Anzeige des Iframe-Quellcodes u. Ä. betrachtet werden. Meistens funktioniert eine Verknüpfung des Schemas wyciwyg:// wegen der fehlenden Cache-Altersinformation nicht.
Ein unautorisierter Zugriff auf wyciwyg://-Dokumente ist seit der Firefox-Version 2.0.0.5. nicht mehr möglich.